# Coppa Sudamericana 2017
La Coppa Sudamericana 2017 è stata la 16ª edizione della Coppa Sudamericana. La manifestazione è stata vinta dall'Independiente, che ha conquistato il diritto di disputare la Recopa Sudamericana 2018 (contro il Grêmio) e la Coppa Suruga Bank 2018 (contro il Cerezo Osaka). Inoltre la squadra vincente del torneo si è aggiudicata il diritto di partecipare alla Coppa Libertadores 2018.
Il sorteggio ha avuto luogo in Uruguay il 30 gennaio 2017.
Il 2 ottobre è stato reso noto il nuovo formato del torneo, che avrà luogo da marzo a dicembre, prevedendo anche che una stessa squadra non possa disputare contemporaneamente la Coppa Libertadores e la Coppa Sudamericana. Mentre è stata confermata la modalità della finale (in due gare di andata e ritorno), è stata eliminata la fase eliminatoria regionale.
Il vincitore della precedente edizione era la Chapecoense, che aveva ricevuto la Coppa Sudamericana ad honorem a seguito del disastro aereo avvenuto il 28 novembre 2016.

## Squadre
Al torneo partecipano 54 squadre di 10 federazioni (i 10 membri della CONMEBOL), i cui criteri di qualificazione sono determinati dalle singole federazioni nazionali.
| Nazione               | Squadra                      | Qualificazione                                                                                         |
| --------------------- | ---------------------------- | --- |
| Argentina (6 squadre) | Independiente (ARG 1)        | 6ª classificata della Primera División 2016                                                            |
| Argentina (6 squadre) | Arsenal Sarandí (ARG 2)      | 7ª classificata della Primera División 2016                                                            |
| Argentina (6 squadre) | Defensa y Justicia (ARG 3)   | 8ª classificata della Primera División 2016                                                            |
| Argentina (6 squadre) | Huracán (ARG 4)              | 9ª classificata della Primera División 2016                                                            |
| Argentina (6 squadre) | Gimnasia (LP) (ARG 5)        | 10ª classificata della Primera División 2016                                                           |
| Argentina (6 squadre) | Racing Club (ARG 6)          | 11ª classificata della Primera División 2016                                                           |
| Bolivia (4 squadre)   | Bolívar (BOL 1)              | 5ª squadra non qualificata nella classifica unita della Liga de Fútbol Profesional Boliviano 2015-2016 |
| Bolivia (4 squadre)   | Oriente Petrolero (BOL 2)    | 6ª squadra non qualificata nella classifica unita della Liga de Fútbol Profesional Boliviano 2015-2016 |
| Bolivia (4 squadre)   | Nacional Potosí (BOL 3)      | 7ª squadra non qualificata nella classifica unita della Liga de Fútbol Profesional Boliviano 2015-2016 |
| Bolivia (4 squadre)   | Petrolero (BOL 4)            | 8ª squadra non qualificata nella classifica unita della Liga de Fútbol Profesional Boliviano 2015-2016 |
| Brasile (6 squadre)   | Corinthians (BRA 1)          | 7ª classificata nel Campeonato Brasileiro Série A 2016                                                 |
| Brasile (6 squadre)   | Ponte Preta (BRA 2)          | 8ª classificata nel Campeonato Brasileiro Série A 2016                                                 |
| Brasile (6 squadre)   | San Paolo (BRA 3)            | 10ª classificata nel Campeonato Brasileiro Série A 2016                                                |
| Brasile (6 squadre)   | Cruzeiro (BRA 4)             | 12ª classificata nel Campeonato Brasileiro Série A 2016                                                |
| Brasile (6 squadre)   | Fluminense (BRA 5)           | 13ª classificata nel Campeonato Brasileiro Série A 2016                                                |
| Brasile (6 squadre)   | Sport Recife (BRA 6)         | 14ª classificata nel Campeonato Brasileiro Série A 2016                                                |
| Cile (4 squadre)      | O'Higgins (CIL 1)            | Squadra sconfitta nello spareggio fra le seconde classificate del Clausura 2016 e dell'Apertura 2016   |
| Cile (4 squadre)      | Palestino (CIL 2)            | 6ª classificata nel Torneo Apertura 2016-2017                                                          |
| Cile (4 squadre)      | Universidad de Chile (CIL 3) | 7ª classificata nel Torneo Apertura 2016-2017                                                          |
| Cile (4 squadre)      | Everton (CIL 4)              | 6ª classificata nel Torneo Apertura 2016-2017                                                          |
| Colombia (4 squadre)  | Deportes Tolima (COL 1)      | Semifinalista della Coppa Colombia 2016                                                                |
| Colombia (4 squadre)  | Deportivo Cali (COL 2)       | 6ª squadra non qualificata nella classifica unita della Primera A 2016                                 |
| Colombia (4 squadre)  | Patriotas Boyacá (COL 3)     | 7ª squadra non qualificata nella classifica unita della Primera A 2016                                 |
| Colombia (4 squadre)  | Rionegro Águilas (COL 4)     | 9ª squadra non qualificata nella classifica unita della Primera A 2016                                 |
| Ecuador (4 squadre)   | LDU Quito (ECU 1)            | 5ª miglior squadra nella classifica unita della Serie A 2016                                           |
| Ecuador (4 squadre)   | Deportivo Cuenca (ECU 2)     | 6ª miglior squadra nella classifica unita della Serie A 2016                                           |
| Ecuador (4 squadre)   | Universidad Católica (ECU 3) | 7ª miglior squadra nella classifica unita della Serie A 2016                                           |
| Ecuador (4 squadre)   | Fuerza Amarilla (ECU 4)      | 8ª miglior squadra nella classifica unita della Serie A 2016                                           |
| Paraguay (4 squadre)  | Cerro Porteño (PAR 1)        | 5ª classificata nella classifica unita della Primera División 2016                                     |
| Paraguay (4 squadre)  | Sol de América (PAR 2)       | 6ª classificata nella classifica unita della Primera División 2016                                     |
| Paraguay (4 squadre)  | Nacional (PAR 3)             | 7ª classificata nella classifica unita della Primera División 2016                                     |
| Paraguay (4 squadre)  | Sp. Luqueño (PAR 4)          | 8ª classificata nella classifica unita della Primera División 2016                                     |
| Perù (4 squadre)      | Alianza Lima (PER 1)         | 5ª classificata nella classifica unita del Decentralizado 2016                                         |
| Perù (4 squadre)      | Comerciantes Unidos (PER 2)  | 6ª classificata nella classifica unita del Decentralizado 2016                                         |
| Perù (4 squadre)      | Sport Huancayo (PER 3)       | 7ª classificata nella classifica unita del Decentralizado 2016                                         |
| Perù (4 squadre)      | Juan Aurich (PER 4)          | 8ª classificata nella classifica unita del Decentralizado 2016                                         |
| Uruguay (4 squadre)   | Danubio (URU 1)              | 3ª classificata nel Transicion 2016                                                                    |
| Uruguay (4 squadre)   | Defensor Sporting (URU 2)    | 4ª classificata nel Transicion 2016                                                                    |
| Uruguay (4 squadre)   | Liverpool (M) (URU 3)        | 5ª classificata nel Transicion 2016                                                                    |
| Uruguay (4 squadre)   | Boston River (URU 4)         | 6ª classificata nel Transicion 2016                                                                    |
| Venezuela (4 squadre) | Estud. de Caracas (VEN 1)    | Finalista della Coppa Venezuela 2016                                                                   |
| Venezuela (4 squadre) | Atlético Venezuela (VEN 2)   | Semifinalista del Torneo Clausura 2016                                                                 |
| Venezuela (4 squadre) | Caracas (VEN 3)              | 4ª classificata nella classifica unita della Primera División 2016                                     |
| Venezuela (4 squadre) | Dep. Anzoátegui (VEN 4)      | 5ª classificata nella classifica unita della Primera División 2016                                     |

| Fase                         | Squadra                | Qualificazione                                                           |
| ---------------------------- | ---------------------- | ------------------------------------------------------------------------ |
| Fase a gironi (8 squadre)    | Estudiantes (LP)       | 3ª posizione nel Girone 1 della Coppa Libertadores 2017                  |
| Fase a gironi (8 squadre)    | Santa Fe               | 3ª posizione nel Girone 2 della Coppa Libertadores 2017                  |
| Fase a gironi (8 squadre)    | Independiente Medellín | 3ª posizione nel Girone 3 della Coppa Libertadores 2017                  |
| Fase a gironi (8 squadre)    | Flamengo               | 3ª posizione nel Girone 4 della Coppa Libertadores 2017                  |
| Fase a gironi (8 squadre)    | Atl. Tucumán           | 3ª posizione nel Girone 5 della Coppa Libertadores 2017                  |
| Fase a gironi (8 squadre)    | Libertad               | 3ª posizione nel Girone 6 della Coppa Libertadores 2017                  |
| Fase a gironi (8 squadre)    | Chapecoense            | 3ª posizione nel Girone 7 della Coppa Libertadores 2017                  |
| Fase a gironi (8 squadre)    | Dep. Iquique           | 3ª posizione nel Girone 8 della Coppa Libertadores 2017                  |
| Fase preliminare (2 squadre) | Olimpia                | 1º posto tra le sconfitte nella terza fase della Coppa Libertadores 2017 |
| Fase preliminare (2 squadre) | Atlético Junior        | 2º posto tra le sconfitte nella terza fase della Coppa Libertadores 2017 |

## Sorteggio
Il sorteggio del torneo si è tenuto il 30 gennaio 2017 in Uruguay.

## Prima fase
Alla prima fase partecipano 44 squadre, le quali si sfidano a coppie in due partite di andata e ritorno. Le 22 squadre vincenti accedono alla seconda fase.
| Squadra 1          | Totale          | Squadra 2            | Andata | Ritorno |
| ------------------ | --------------- | -------------------- | ------ | ------- |
| Nacional Potosí    | 4 - 3           | Sport Huancayo       | 3 - 1  | 1 - 2   |
| Deportivo Cali     | 2 - 2 (gfc)     | Sp. Luqueño          | 1 - 0  | 1 - 2   |
| Petrolero          | 1 - 6           | Universidad Católica | 1 - 3  | 0 - 3   |
| LDU Quito          | 4 - 3           | Defensor Sporting    | 2 - 2  | 2 - 1   |
| Everton            | 1 - 1 (3-4 dcr) | Patriotas Boyacá     | 1 - 0  | 0 - 1   |
| Estud. de Caracas  | 3 - 10          | Sol de América       | 2 - 3  | 1 - 7   |
| Cerro Porteño      | 3 - 2           | Caracas              | 1 - 1  | 2 - 1   |
| Dep. Anzoátegui    | 3 - 4           | Huracán              | 3 - 0  | 0 - 4   |
| Oriente Petrolero  | 2 - 2 (8-7 dcr) | Deportivo Cuenca     | 1 - 1  | 1 - 1   |
| Corinthians        | 4 - 1           | Universidad de Chile | 2 - 0  | 2 - 1   |
| Independiente      | 1 - 0           | Alianza Lima         | 0 - 0  | 1 - 0   |
| Ponte Preta        | 1 - 1 (gfc)     | Gimnasia (LP)        | 0 - 0  | 1 - 1   |
| Boston River       | 4 - 2           | Comerciantes Unidos  | 3 - 1  | 1 - 1   |
| Juan Aurich        | 1 - 8           | Arsenal Sarandí      | 0 - 2  | 1 - 6   |
| O'Higgins          | 1 - 2           | Fuerza Amarilla      | 1 - 0  | 0 - 2   |
| Deportes Tolima    | 2 - 2 (gfc)     | Bolívar              | 2 - 1  | 0 - 1   |
| Palestino          | 1 - 1 (7-6 dcr) | Atlético Venezuela   | 0 - 1  | 1 - 0   |
| Sport Recife       | 3 - 3 (4-2 dcr) | Danubio              | 3 - 0  | 0 - 3   |
| Racing Club        | 2 - 1           | Rionegro Águilas     | 1 - 0  | 1 - 1   |
| Cruzeiro           | 3 - 3 (2-3 dcr) | Nacional             | 2 - 1  | 1 - 2   |
| Defensa y Justicia | 1 - 1 (gfc)     | San Paolo            | 0 - 0  | 1 - 1   |
| Fluminense         | 2 - 1           | Liverpool (M)        | 2 - 0  | 0 - 1   |

## Seconda fase
Alla seconda fase partecipano le 22 squadre qualificatesi dalla prima fase, a cui si aggregano le 10 squadre provenienti dalla Coppa Libertadores 2017. Come nella prima fase, anche in questa seconda fase le 32 squadre si sfidano in due partite di andata e ritorno. Le 16 squadre vincenti si qualificano agli ottavi di finale del torneo.
| Squadra 1          | Totale          | Squadra 2              | Andata | Ritorno |
| ------------------ | --------------- | ---------------------- | ------ | ------- |
| Racing Club        | 6 - 3           | Independiente Medellín | 3 - 1  | 3 - 2   |
| Deportivo Cali     | 2 - 2 (2-3 dtr) | Atlético Junior        | 1 - 1  | 1 - 1   |
| Palestino          | 2 - 10          | Flamengo               | 2 - 5  | 0 - 5   |
| Nacional Potosí    | 0 - 3           | Estudiantes (LP)       | 0 - 1  | 0 - 2   |
| Independiente      | 6 - 3           | Dep. Iquique           | 4 - 2  | 2 - 1   |
| Bolívar            | 1 - 1 (5-6 dtr) | LDU Quito              | 1 - 0  | 0 - 1   |
| Ponte Preta        | 4 - 1           | Sol de América         | 1 - 0  | 3 - 1   |
| Fuerza Amarilla    | 1 - 2           | Santa Fe               | 1 - 1  | 0 - 1   |
| Huracán            | 1 - 7           | Libertad               | 1 - 5  | 0 - 2   |
| Sport Recife       | 3 - 2           | Arsenal Sarandí        | 2 - 0  | 1 - 2   |
| Fluminense         | 6 - 1           | Universidad Católica   | 4 - 0  | 2 - 1   |
| Oriente Petrolero  | 2 - 6           | Atl. Tucumán           | 2 - 3  | 0 - 3   |
| Nacional           | 3 - 3 (gfc)     | Olimpia                | 1 - 1  | 2 - 2   |
| Defensa y Justicia | 1 - 1 (2-4 dtr) | Chapecoense            | 1 - 0  | 0 - 1   |
| Cerro Porteño      | 6 - 2           | Boston River           | 2 - 1  | 4 - 1   |
| Patriotas Boyacá   | 1 - 3           | Corinthians            | 1 - 1  | 0 - 2   |

## Fase a eliminazione diretta
Le fasi finali prevedono la disputa di ottavi di finale, quarti di finale, semifinali e finale, con partite di andata e ritorno e l′applicazione della regola del "gol fuori casa" (che vale doppio in caso di pari reti segnate dopo le due sfide di andata e ritorno).

### Tabellone
|  | Ottavi di finale  | Ottavi di finale | Ottavi di finale | Ottavi di finale |   |               | Quarti di finale | Quarti di finale | Quarti di finale | Quarti di finale |               |   | Semifinali | Semifinali | Semifinali | Semifinali |          |   | Finale | Finale | Finale | Finale |
|  |                   |                  |                  |                  |   |               |                  |                  |                  |                  |               |   |            |            |            |            |          |   |        |        |        |        |
|  | Fluminense (gfc)  | 1                | 1                | 2                |   |               |                  |                  |                  |                  |               |   |            |            |            |            |          |   |        |        |        |        |
|  | LDU Quito         | 0                | 2                | 2                |   |               |                  |                  |                  |                  |               |   |            |            |            |            |          |   |        |        |        |        |
|  | LDU Quito         | 0                | 2                | 2                |   | Fluminense    | 0                | 3                | 3                |                  |               |   |            |            |            |            |          |   |        |        |        |        |
|  |                   |                  |                  |                  |   | Fluminense    | 0                | 3                | 3                |                  |               |   |            |            |            |            |          |   |        |        |        |        |
|  |                   | Flamengo         | 1                | 3                | 4 |               |                  |                  |                  |                  |               |   |            |            |            |            |          |   |        |        |        |        |
|  | Chapecoense       | Flamengo         | 1                | 3                | 4 | 0             | 0                | 0                |                  |                  |               |   |            |            |            |            |          |   |        |        |        |        |
|  | Chapecoense       |                  |                  |                  |   | 0             | 0                | 0                |                  |                  |               |   |            |            |            |            |          |   |        |        |        |        |
|  | Flamengo          | 0                | 4                | 4                |   |               |                  |                  |                  |                  |               |   |            |            |            |            |          |   |        |        |        |        |
|  | Flamengo          | 0                | 4                | 4                |   |               |                  |                  |                  |                  | Flamengo      | 2 | 2          | 4          |            |            |          |   |        |        |        |        |
|  |                   |                  |                  |                  |   |               |                  |                  |                  |                  |               | 2 | 2          | 4          |            |            |          |   |        |        |        |        |
|  |                   | Atlético Junior  | 1                | 0                | 1 |               |                  |                  |                  |                  |               |   |            |            |            |            |          |   |        |        |        |        |
|  | Sport Recife      | Atlético Junior  | 1                | 0                | 1 | 3             | 0                | 3                |                  |                  |               |   |            |            |            |            |          |   |        |        |        |        |
|  | Sport Recife      |                  |                  |                  |   | 3             | 0                | 3                |                  |                  |               |   |            |            |            |            |          |   |        |        |        |        |
|  | Ponte Preta       | 1                | 1                | 2                |   |               |                  |                  |                  |                  |               |   |            |            |            |            |          |   |        |        |        |        |
|  | Ponte Preta       | 1                | 1                | 2                |   | Sport Recife  | 0                | 0                | 0                |                  |               |   |            |            |            |            |          |   |        |        |        |        |
|  |                   |                  |                  |                  |   | Sport Recife  | 0                | 0                | 0                |                  |               |   |            |            |            |            |          |   |        |        |        |        |
|  |                   | Atlético Junior  | 2                | 0                | 2 |               |                  |                  |                  |                  |               |   |            |            |            |            |          |   |        |        |        |        |
|  | Cerro Porteño     | Atlético Junior  | 2                | 0                | 2 | 0             | 1                | 1                |                  |                  |               |   |            |            |            |            |          |   |        |        |        |        |
|  | Cerro Porteño     |                  |                  |                  |   | 0             | 1                | 1                |                  |                  |               |   |            |            |            |            |          |   |        |        |        |        |
|  | Atlético Junior   | 0                | 3                | 3                |   |               |                  |                  |                  |                  |               |   |            |            |            |            |          |   |        |        |        |        |
|  | Atlético Junior   | 0                | 3                | 3                |   |               |                  |                  |                  |                  |               |   |            |            |            |            | Flamengo | 1 | 1      | 2      |        |        |
|  |                   |                  |                  |                  |   |               |                  |                  |                  |                  |               |   |            |            |            |            |          | 1 | 1      | 2      |        |        |
|  |                   | Independiente    | 2                | 1                | 3 |               |                  |                  |                  |                  |               |   |            |            |            |            |          |   |        |        |        |        |
|  | Atl. Tucumán      | Independiente    | 2                | 1                | 3 | 1             | 0                | 1                |                  |                  |               |   |            |            |            |            |          |   |        |        |        |        |
|  | Atl. Tucumán      |                  |                  |                  |   | 1             | 0                | 1                |                  |                  |               |   |            |            |            |            |          |   |        |        |        |        |
|  | Independiente     | 0                | 2                | 2                |   |               |                  |                  |                  |                  |               |   |            |            |            |            |          |   |        |        |        |        |
|  | Independiente     | 0                | 2                | 2                |   | Independiente | 4                | 2                | 6                |                  |               |   |            |            |            |            |          |   |        |        |        |        |
|  |                   |                  |                  |                  |   | Independiente | 4                | 2                | 6                |                  |               |   |            |            |            |            |          |   |        |        |        |        |
|  |                   | Nacional         | 1                | 0                | 1 |               |                  |                  |                  |                  |               |   |            |            |            |            |          |   |        |        |        |        |
|  | Nacional          | Nacional         | 1                | 0                | 1 | 1             | 1                | 2                |                  |                  |               |   |            |            |            |            |          |   |        |        |        |        |
|  | Nacional          |                  |                  |                  |   | 1             | 1                | 2                |                  |                  |               |   |            |            |            |            |          |   |        |        |        |        |
|  | Estudiantes (LP)  | 0                | 0                | 0                |   |               |                  |                  |                  |                  |               |   |            |            |            |            |          |   |        |        |        |        |
|  | Estudiantes (LP)  | 0                | 0                | 0                |   |               |                  |                  |                  |                  | Independiente | 0 | 3          | 3          |            |            |          |   |        |        |        |        |
|  |                   |                  |                  |                  |   |               |                  |                  |                  |                  |               | 0 | 3          | 3          |            |            |          |   |        |        |        |        |
|  |                   | Libertad         | 1                | 1                | 2 |               |                  |                  |                  |                  |               |   |            |            |            |            |          |   |        |        |        |        |
|  | Libertad          | Libertad         | 1                | 1                | 2 | 1             | 1                | 2                |                  |                  |               |   |            |            |            |            |          |   |        |        |        |        |
|  | Libertad          |                  |                  |                  |   | 1             | 1                | 2                |                  |                  |               |   |            |            |            |            |          |   |        |        |        |        |
|  | Santa Fe          | 0                | 1                | 1                |   |               |                  |                  |                  |                  |               |   |            |            |            |            |          |   |        |        |        |        |
|  | Santa Fe          | 0                | 1                | 1                |   | Libertad      | 1                | 0                | 1                |                  |               |   |            |            |            |            |          |   |        |        |        |        |
|  |                   |                  |                  |                  |   | Libertad      | 1                | 0                | 1                |                  |               |   |            |            |            |            |          |   |        |        |        |        |
|  |                   | Racing Club      | 0                | 0                | 0 |               |                  |                  |                  |                  |               |   |            |            |            |            |          |   |        |        |        |        |
|  | Corinthians       | Racing Club      | 0                | 0                | 0 | 1             | 0                | 1                |                  |                  |               |   |            |            |            |            |          |   |        |        |        |        |
|  | Corinthians       |                  |                  |                  |   | 1             | 0                | 1                |                  |                  |               |   |            |            |            |            |          |   |        |        |        |        |
|  | Racing Club (gfc) | 1                | 0                | 1                |   |               |                  |                  |                  |                  |               |   |            |            |            |            |          |   |        |        |        |        |

### Ottavi di finale
| Squadra 1     | Totale      | Squadra 2        | Andata | Ritorno |
| ------------- | ----------- | ---------------- | ------ | ------- |
| Corinthians   | 1 - 1 (gfc) | Racing Club      | 1 - 1  | 0 - 0   |
| Cerro Porteño | 1 - 3       | Atlético Junior  | 0 - 0  | 1 - 3   |
| Chapecoense   | 0 - 4       | Flamengo         | 0 - 0  | 0 - 4   |
| Nacional      | 2 - 0       | Estudiantes (LP) | 1 - 0  | 1 - 0   |
| Atl. Tucumán  | 1 - 2       | Independiente    | 1 - 0  | 0 - 2   |
| Fluminense    | 2 - 2 (gfc) | LDU Quito        | 1 - 0  | 1 - 2   |
| Sport Recife  | 3 - 2       | Ponte Preta      | 3 - 1  | 0 - 1   |
| Libertad      | 2 - 1       | Santa Fe         | 1 - 0  | 1 - 1   |

### Quarti di finale
| Squadra 1    | Totale | Squadra 2       | Andata | Ritorno |
| ------------ | ------ | --------------- | ------ | ------- |
| Libertad     | 1 - 0  | Racing Club     | 1 - 0  | 0 - 0   |
| Sport Recife | 0 - 2  | Atlético Junior | 0 - 2  | 0 - 0   |
| Fluminense   | 3 - 4  | Flamengo        | 0 - 1  | 3 - 3   |
| Nacional     | 1 - 6  | Independiente   | 1 - 4  | 0 - 2   |

### Semifinali
| Squadra 1 | Totale | Squadra 2       | Andata | Ritorno |
| --------- | ------ | --------------- | ------ | ------- |
| Libertad  | 2 - 3  | Independiente   | 1 - 0  | 1 - 3   |
| Flamengo  | 4 - 1  | Atlético Junior | 2 - 1  | 2 - 0   |

### Finale
| Squadra 1     | Totale | Squadra 2 | Andata | Ritorno |
| ------------- | ------ | --------- | ------ | ------- |
| Independiente | 3 - 2  | Flamengo  | 2 - 1  | 1 - 1   |